# Lycée classique de Diekirch
Het Lycée classique de Diekirch, afgekort LCD, is een Luxemburgse school voor secundair onderwijs in Diekirch.

## Geschiedenis
De school werd in 1830 als Collège municipal gesticht door de priester Pierre Stehres. In 1841 werd de school omgevormd tot het Progymnase Royal Grand-Ducal. Later droeg de opleiding de namen Progymnase de Diekirch (1848) en -na een onderwijshervorming- Gymnase de Diekirch (1891). Na de Tweede Wereldoorlog werd de naam van de gymnasia in Diekirch, Echternach en Luxemburg-Stad veranderd, zodat deze beter zou aansluiten bij het karakter van de instellingen, zij heten sindsdien Lycée classique de Diekirch, Lycée classique d'Echternach en Athénée de Luxembourg.
De school is ondergebracht in een gebouw vlak bij het Station Diekirch en sinds 1971 in een tweede gebouw bij de sporthal in de Rue Joseph Merten in Diekirch. In 1996 werd de voormalige technische middelbare school van Mersch onderdeel van het LCD, tot daar in 2021 de École internationale Mersch Anne Beffort werd gevormd.

## Oud-docenten en -leerlingen
Docenten
- Gérard Claude
- Pierre Frieden
- Edmond Lux
- Christiane Modert
- Joseph Oth
- Michel Runau
- Nik Welter

Leerlingen
- Frank Engel
- René Engelmann
- Fernand Etgen
- Joseph Goedert
- Léopold Hoffmann
- Norbert Jacques
- Jean Baptiste Kellen
- Nic Klecker
- Roger Leiner
- Jacques Santer
- Michel Sinner
- Albert Wunsch
- Jean-Antoine Zinnen